# Kanton Lamure-sur-Azergues
Kanton Lamure-sur-Azergues (francouzsky Canton de Lamure-sur-Azergues) je francouzský kanton v departementu Rhône v regionu Rhône-Alpes. Tvoří ho 10 obcí.

## Obce kantonu
- Chambost-Allières
- Chénelette
- Claveisolles
- Grandris
- Lamure-sur-Azergues
- Poule-les-Écharmeaux
- Ranchal
- Saint-Bonnet-le-Troncy
- Saint-Nizier-d'Azergues
- Thel